# Persönlicher Verkauf

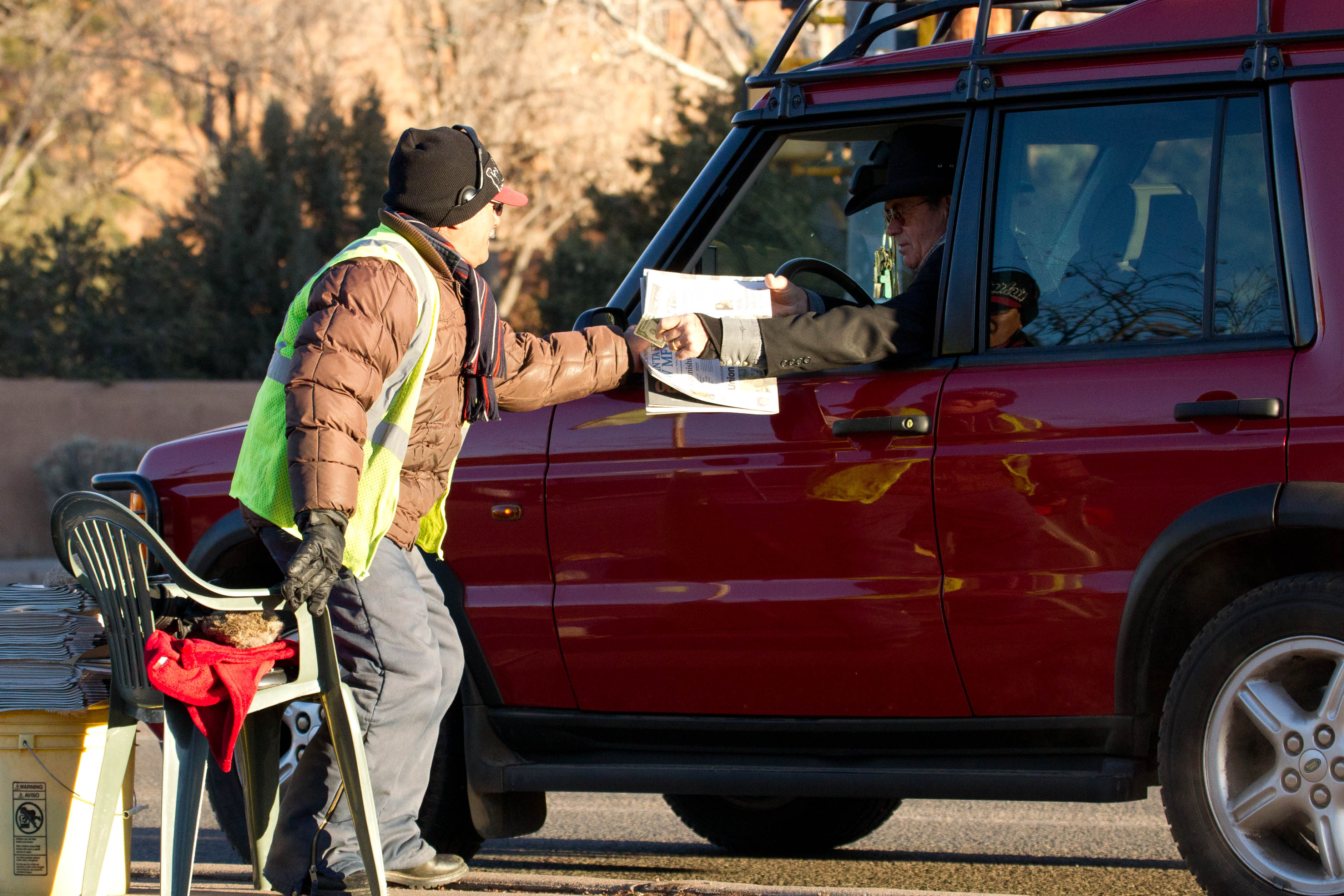
Persönlicher Zeitungsverkauf ins Auto

Der Persönliche Verkauf ist ein Instrument der Kommunikationspolitik im Marketing (neben Werbung, Direktmarketing, Public Relations und Verkaufsförderung). Das primäre Ziel des Verkaufsgesprächs zwischen einem Verkäufer und einem potenziellen oder aktuellen Kunden (Käufer) ist der Vertragsabschluss über eine angebotene oder nachgefragte Leistung. Darüber hinaus hat der Persönliche Verkauf folgende Aufgaben:
- Akquisition (Gewinnung von Neukunden)
- Kommunikation (Beratung, Information und Beeinflussung der Kunden im Sinne der Unternehmensziele)
- Service (Dienstleistungen des Verkäufers wie zum Beispiel Bearbeitung von Reklamationen oder Kundendienst)
- Koordination (Abstimmung mit den Gesprächspartnern beim Kunden und beim Anbieter)
- Führung (Zielsetzung, Planung und Organisation eines Vertriebsgebietes und der dazu notwendigen Ressourcen).

Der Persönliche Verkauf ist das wichtigste Instrument im Kommunikationsmix bei der Vermarktung von Investitionsgütern, während bei Konsumgütern die Werbung vorherrscht. Die genannten Funktionen erfordern bestimmte Entscheidungen und Tätigkeiten, die als Vertriebsprozess organisiert sind. Zur effizienten Gestaltung dieses Prozesses benötigt man besonders qualifiziertes Personal mit entsprechenden Vertriebskompetenzen (Verkäufer). Das gilt insbesondere für die Vermarktung von wissens- und technologieintensiven Produkten und Dienstleistungen wie zum Beispiel von Industrieanlagen, Kraftwerken oder der Reorganisation von Unternehmen (Dienstleistung).
Akquise, Beratung und Vertragsabschluss können sowohl im direkten Kontakt als auch über Telefon (Telefonmarketing, Mobile Marketing) erfolgen.

## „Keiler“
„Der Verkauf beginnt erst, wenn der Kunde 'Nein' sagt, alles andere ist [bei schriftlichen Verträgen] das bloße Abholen einer Unterschrift“ gilt als kritisch hinterfragter Merksatz für Verkäufer, vor allem, wenn der Verkäufer mit einer Provision am Verkaufsumsatz beteiligt ist, seine Motivation dadurch höher ist, einen Verkaufsabschluss zu erreichen und er dazu Hard-Selling-Techniken verwendet. Dieser Stehsatz geht zurück auf den Buchtitel Der Verkauf beginnt, wenn der Kunde "Nein" sagt, im Original „The Sale Begins When the Customer Says No (1953)“ von Elmar G. Leterman (1897–1982, Vereinigte Staaten), der als Versicherungsvertreter und Buchautor sehr erfolgreich war.
Gibt sich ein Verkäufer nicht mit dem „Nein“ des Kunden zufrieden und ist er in Einwandbehandlung geschult oder drängt er den Kunden zur Kaufentscheidung, kann er aggressiv wirken. So agierende Verkäufer werden umgangssprachlich als „Keiler“ bezeichnet. Beim Käufer entsteht (eher als Folge von Kaufreue) der Eindruck, der Verkäufer schwatze ihm etwas auf und „zieht ihm das Geld aus der Tasche“, indem er ihm dank ausführlicher Rhetorikschulungen glaubhaft macht, er bräuchte etwas, an das er noch nie einen Gedanken verschwendet hat.
Der Begriff des keilens findet sich auch im Jargon von Studentenverbindungen mit der Bedeutung des Anwerbens neuer Mitglieder.